# Lifelover
I Lifelover sono stati un gruppo depressive black metal svedese nato a Stoccolma nel 2005. Hanno pubblicato 4 studio album ed 1 EP.
Si sono sciolti nel 2011, dopo la morte del chitarrista e compositore Jonas "B" Bergqvist, avvenuta il 9 settembre.
Vengono spesso citati tra i pionieri del depressive black metal, anche se il loro stile era caratterizzato da un miscuglio di generi, tra cui: black metal, post-punk, dark ambient, doom metal e gothic rock. In un'intervista dal magazine statunitense Decibel, la band definì il proprio genere musicale "narcotic metal", affermando che "chiunque dovrebbe essere in grado di capirlo [cosa significa] o trarre le proprie conclusioni al riguardo".
Grazie ai loro testi cinici e depressivi e alle atmosfere che erano in grado di creare, i Lifelover vengono tuttora considerati come tra le band più influenti del depressive black metal.

## Storia del gruppo

### Fondazione e prime pubblicazioni (2005-2006)
Il gruppo è stato fondato a Stoccolma nel giugno del 2005 da Jonas "B" Bergqvist e Kim "( )" Carlsson. In quel mese, i due registrarono una demo, Promo 2005, che non è mai stata rilasciata ufficialmente. Nell'aprile del 2006 iniziarono le registrazioni per il primo album in studio, Pulver, che terminarono a maggio del 2006, dopo aver ingaggiato i due vocalist LR e 1853. L'album venne poi pubblicato il 24 luglio dello stesso anno, dall'etichetta GoatowaRex.

### Erotik, Konkurs e Sjukdom (2007–2011)
Dopo aver ingaggiato anche il chitarrista H., i Lifelover rilasciarono il loro secondo album in studio, Erotik (dalla lingua svedese: erotismo) il 24 febbraio del 2007, con l'etichetta Total Holocaust Records. Verso la fine del 2007, il gruppo firmò un contratto con Avantgarde Music, dopodiché vennero ingaggiati altri due membri, Fix come bassista e S. alla batteria. LR lasciò il gruppo ad aprile del 2008 e a settembre dello stesso anno, il gruppo suonò il suo primo concerto a Stoccolma. Il mese successivo (più precisamente il 10 ottobre), il gruppo pubblicò il terzo album in studio, Konkurs (dalla lingua svedese: fallimento).
A maggio del 2009, il batterista S. e 1853 lasciarono il gruppo; il primo venne sostituito da Non, che contribuì anche alla scrittura dei testi del prossimo mini-album, l'EP Dekadens (dalla lingua svedese: decadenza), pubblicato il 9 ottobre del 2009 dalla Osmose Productions, che provvide anche a ripubblicare in formato CD i primi due album della band. Dekadens fu la prima pubblicazione del gruppo con un batterista "umano" (il nuovo membro, Non), e non un campionatore, il quale è stato utilizzato in tutti gli altri album.
Dopo l'abbandono da parte del batterista Non, rientrarono a far parte del gruppo LR e 1853, e venne rilasciato, il 14 febbraio 2011, il quarto ed ultimo album del gruppo, Sjukdom (dalla lingua svedese: malattia), dall'etichetta Prophecy Productions.

### La morte di B e le ultime performance
Il 10 settembre del 2011, il gruppo annunciò, tramite Facebook, la morte di Jonas "B" Bergqvist, avvenuta il giorno prima. Una dichiarazione ufficiale rilasciata il 16 settembre riporta che la morte del compositore, avvenuta nel sonno, fu causata da un'overdose di farmaci che gli erano stati prescritti, venne quindi esclusa l'ipotesi che potesse trattarsi di un suicidio. Mesi dopo venne rilasciato un altro rapporto, in cui venne indicato che la morte fu causata da avvelenamento e overdose. I membri restanti decisero di eseguire gli ultimi due concerti in Belgio e nei Paesi Bassi, per poi sciogliere il gruppo, in quanto consideravano B. come il compositore e il cantautore principale.
Nel 2012, Kim "( )" Carlsson, H. e Fix diedero vita ad un altro progetto e fondarono i Kall, un gruppo black metal/depressive rock dove cui entrarono a far parte anche AQC nel 2013 (poi sostituito da Peter nel 2016, batterista che partecipò anche all'ultimo concerto dei Lifelover nel 2015), Phil A. Cirone al basso (dal 2014, bassista anche in altri progetti depressive black metal come Hypothermia e, precedentemente, Shining), Jonah Gabrielson nei live (ex membro dei Lifelover con lo pseudonimo di 1853) e, dal 2016, Sofia al sassofono.
Nel 2015 venne eseguito un ultimo concerto nel Quebec, in Canada (unico concerto fuori dall'Europa), per i 10 anni dalla formazione del gruppo.
In occasione del ventesimo anniversario della fondazione dei Lifelover, i Kall, band nata dalle ceneri dei Lifelover, si esibiranno al Prophecy Fest 2025 proponendo anche un secondo set dedicato ai brani dei Lifelover.

## Formazione

### Ultima formazione
- Kim "( )" Carlsson - voce (Hypothermia, Kyla, Life is Pain)
- H. - chitarra
- Fix - basso
- 1853 - seconda voce
- LR - seconda voce

### Ex componenti
- Jonas "B" Bergqvist - chitarra, voce, pianoforte (2005-2011)
- S. - batteria (2007-2008, nei live)
- Non - batteria (2009-2010)

## Discografia

### Album in studio
- 2006 - Pulver
- 2007 - Erotik
- 2008 - Konkurs
- 2011 - Sjukdom

### EP
- 2009 - Dekadens